# Que Fiz Eu para Merecer Isto?
¿Qué he hecho yo para merecer esto? (bra: Que Fiz Eu para Merecer Isto?; prt: Que Fiz Eu para Merecer Isto? ou O Que Fiz Eu para Merecer Isto) é um filme espanhol de 1984, uma comédia dramática dirigida por Pedro Almodóvar.

## Sinopse
Viciada em anfetaminas, a diarista Glória divide o minúsculo apartamento com o marido motorista apaixonado por uma cliente alemã, dois filhos narcotraficantes e a sogra avarenta. Nesse universo se cruzam ainda uma vizinha prostituta, um policial com disfunção erétil, dois escritores fracassados e bêbados, uma criança paranormal e um lagarto de estimação.

## Elenco principal
- Carmen Maura .... Gloria
- Chus Lampreave .... Avó
- Ángel de Andrés López .... Antonio
- Verónica Forqué .... Carmen
- Kiti Manver .... Juani
- Francisca Caballero .... Paquita
- Pedro Almodóvar .... cantor em musical da TV
- Fanny McNamara .... figurante em musical da TV
- Agustín Almodóvar .... bancário
- Cecilia Roth .... mulher do anúncio